# 3gy busz (Budapest)
A budapesti 3-as (gyors 3-as) jelzésű autóbusz a Móricz Zsigmond körtér (Karinthy Frigyes út) és Nagytétény vasútállomás között közlekedett. A járatot a Budapesti Közlekedési Zrt. üzemeltette.

## Története
1977. január 3-án a Móricz Zsigmond körtér és Nagytétény, Vasút utca között közlekedő 103-as buszt 3-asra nevezték át. 1979. december 1-jén a nagytétényi végállomása átkerült a Chinoinhoz. 1985. május 1-jétől újra csak Nagytétény, MÁV-állomásig közlekedett.
1998. augusztus 25-én Tétény-busz jelzéssel új gyorsjárat indult Budatétény és a Szent Gellért tér között tehermentesítő járatként. Ez a busz 2007-től 233E jelzéssel közlekedett.
2008. szeptember 8-án a 3-as busz jelzése 33E-re módosult, és több helyen állt meg Budatétényben.

## Útvonala
Megszűnése előtti útvonala
| Nagytétény vasútállomás felé | Móricz Zsigmond körtér (Karinthy Frigyes út) felé |
| --- | --- |
| Móricz Zsigmond körtér (Karinthy Frigyes út) vá. – Karinthy Frigyes út – Bercsényi utca – Október huszonharmadika utca – Budafoki út – Hunyadi János út – Kitérő út – Felüljáró – Leányka utca – Kossuth Lajos utca – Nagytétényi út – Nagytétény vasútállomás vá. | Nagytétény vasútállomás vá. – Nagytétényi út – Mária Terézia utca – Leányka utca – Felüljáró – Kitérő út – Hunyadi János út – Budafoki út – Október huszonharmadika utca – Bercsényi utca – Váli utca – Siroki utca – Móricz Zsigmond körtér (Karinthy Frigyes út) vá. |

## Megállóhelyei
Az átszállási kapcsolatok között a 3-as busz nincsen feltüntetve, mivel azonos útvonalon közlekedtek.
| 0  | Móricz Zsigmond körtér (Karinthy Frigyes út) végállomás | 31 | 7, 7E, 27, 40, 40E, 47-49V, 149V, 153, 173, 173E, 188E, 240E 6, 18, 19, 41, 41A, 56, 61 |
| ∫  | Bercsényi utca                                          | 29 |                                                                                         |
| 3  | Szerémi sor (↓) Október huszonharmadika utca (↑)        | 28 | 4 86, 149V, 212, 233E                                                                   |
| 6  | Kelenföldi Erőmű                                        | 26 | 103, 233E Távolsági járatok                                                             |
| 7  | Hengermalom út                                          | 24 | 103                                                                                     |
| 10 | Építész utca                                            | 21 |                                                                                         |
| 17 | Városház tér                                            | 14 | 56 14, 58, 114, 150, 233E, 250 Budafok-Belváros                                         |
| 19 | József Attila utca                                      | 12 | 14, 114, 233E Budafok-Háros                                                             |
| 20 | Jókai Mór utca                                          | 10 | 14, 50, 114, 138, 233E                                                                  |
| 23 | Lépcsős utca                                            | 9  | 14, 50, 114, 138, 233E Budatétény                                                       |
| 25 | Budatétényi sorompó                                     | 6  | 13, 14, 113, 113A, 114, 233E Helyközi buszok                                            |
| 27 | Tenkes utca                                             | 5  | Helyközi buszok                                                                         |
| 28 | Bartók Béla út                                          | 4  | Helyközi buszok                                                                         |
| 30 | Szabadság utca                                          | 3  |                                                                                         |
| 30 | Angeli utca                                             | 2  | 113, 113A Helyközi buszok                                                               |
| 31 | Nagytétény vasútállomás végállomás                      | 0  | Helyközi buszok Nagytétény                                                              |